# Lekkoatletyka na Letnich Igrzyskach Olimpijskich 2008 – bieg na 200 m kobiet
Bieg na 200 metrów kobiet był jedną z konkurencji lekkoatletycznych na XXIX Letnich Igrzyskach Olimpijskich w Pekinie.
Wyznaczone przez IAAF minima kwalifikacyjne wynosiły 23.00 (minimum A) oraz 23.20 (minimum B).
Rywalizacja rozpoczęła się 19 sierpnia. czasu miejscowego dziesięcioma biegami eliminacyjnymi. Finał odbył się 21 sierpnia o 19.30 czasu miejscowego.
Tytuł mistrzyni olimpijskiej z Aten obroniła Veronica Campbell-Brown z czasem 21,74. Druga, tak jak przed czterema laty była Amerykanka Allyson Felix, a trzecia srebrna medalistka na setkę Kerron Stewart.

## Rekordy
Tabela przedstawia najlepsze wyniki, które uzyskały zawodniczki na świecie, jak i na igrzyskach oraz na każdym kontynencie. Stan z dnia 8 sierpnia 2008 roku.
| Rekord świata                                  | Florence Griffith-Joyner (USA) | 21,34 s | Seul, Korea Południowa | 29.08.1988 |
| Rekord olimpijski                              | Florence Griffith-Joyner (USA) | 21,34 s | Seul, Korea Południowa | 29.08.1988 |
| Rekord Afryki                                  | Mary Onyali-Omagbemi (NGR)     | 22,07 s | Zurych, Szwajcaria     | 14.08.1996 |
| Rekord Ameryki Północnej, Środkowej i Karaibów | Florence Griffith-Joyner (USA) | 21,34 s | Seul, Korea Południowa | 29.08.1988 |
| Rekord Azji                                    | Li Xuemei (CHN)                | 22,01 s | Szanghaj, Chiny        | 22.10.1997 |
| Rekord Europy                                  | Marita Koch (GER)              | 21,71 s | Karl-Marx-Stadt, NRD   | 18.08.1998 |
| Rekord Oceanii                                 | Melinda Gainsford-Taylor (AUS) | 22,23 s | São Paulo, Brazylia    | 13.07.1997 |

## Przebieg zawodów
| Poz. – pozycja |
| WR – rekord świata \| NR – rekord krajowy \| PB – rekord życiowy \| =PB – wyrównany rekord życiowy \| SB – najlepszy wynik w sezonie \| =SB – wyrównany najlepszy wynik w sezonie |
| Fn – falstart |
| * wyniki podawane w sekundach |

### Pierwsza runda
Do zawodów zostało zgłoszonych 48 zawodniczek z 39 krajów. W pierwszej rundzie zostały podzielone na 6 biegów, z których bezpośredni awans zdobywały cztery pierwsze sprinterki (Q) oraz dodatkowo 8 z najlepszymi czasami (q), które zajęły miejsca poza pierwszą trójką.

#### Bieg 1
Wiatr: -0,2 m/s
Godzina: 10:00 (UTC+8)
| Poz. | Zawodniczka           | Narodowość            | Tor | Rezultat | Uwagi |
| ---- | --------------------- | --------------------- | --- | -------- | ----- |
| 1    | Allyson Felix         | 7 Stany Zjednoczone   | 7   | 23,02    | Q     |
| 2    | Susanthika Jayasinghe | 6 Sri Lanka           | 8   | 23,04    | Q     |
| 3    | Virgil Hodge          | 5 Saint Kitts i Nevis | 9   | 23,13    | Q     |
| 4    | Aleksandra Fiedoriwa  | 4 Rosja               | 4   | 23,29    | Q     |
| 5    | Inna Eftimowa         | 1 Bułgaria            | 5   | 23,50    | q     |
| 6    | Kia Davis             | 3 Liberia             | 6   | 24,31    |       |
| 7    | Kirsten Nieuwendam    | 8 Surinam             | 3   | 24,46    | NR    |
| 8    | Vida Anim             | 2 Ghana               | 2   | DNS      | DNS   |

#### Bieg 2
Wiatr: -0,4 m/s
Godzina: 10:07 (UTC+8)
| Poz. | Zawodniczka           | Narodowość          | Tor | Rezultat | Uwagi |
| ---- | --------------------- | ------------------- | --- | -------- | ----- |
| 1    | Muna Lee              | 8 Stany Zjednoczone | 3   | 22.71    | Q     |
| 2    | Muriel Hurtis-Houairi | 4 Francja           | 4   | 22,72    | Q     |
| 3    | Cydonie Mothersill    | 5 Kajmany           | 2   | 22,76    | Q; SB |
| 4    | Julija Czermoszanska  | 7 Rosja             | 6   | 22,98    | DSQ   |
| 5    | Iwet Łałowa           | 2 Bułgaria          | 7   | 23,13    | q; SB |
| 6    | Marielis Sánchez      | 3 Dominikana        | 9   | 24,05    |       |
| 7    | Carol Rodríguez       | 6 Portoryko         | 5   | 24,07    |       |
|      | Kim Gevaert           | 1 Belgia            | 8   | DNS      | DNS   |

#### Bieg 3
Wiatr: -1,7 m/s
Godzina: 10:14 (UTC+8)
| Poz. | Zawodniczka              | Narodowość            | Tor | Rezultat  | Uwagi |
| ---- | ------------------------ | --------------------- | --- | --------- | ----- |
| 1    | Marshevet Hooker         | 8 Stany Zjednoczone   | 3   | 23,07     | Q     |
| 2    | Debbie Ferguson-McKenzie | 1 Bahamy              | 2   | 23,22     | Q     |
| 3    | Oludamola Osayomi        | 4 Nigeria             | 9   | 23,31     | Q     |
| 4    | Eleni Artimata           | 3 Cypr                | 8   | 23,58; SB | Q     |
| 5    | Sabina Veit              | 7 Słowenia            | 9   | 23,62     |       |
| 6    | Gloria Kemasuode         | 4 Nigeria             | 7   | 23,72     |       |
| 7    | Meritzer Williams        | 6 Saint Kitts i Nevis | 2   | 23,83     |       |
| 8    | Fabienne Féraez          | 2 Benin               | 6   | 24,07     |       |

#### Bieg 4
Wiatr: -1,0 m/s
Godzina: 10:21 (UTC+8)
| Poz. | Zawodniczka      | Narodowość        | Tor | Rezultat | Uwagi |
| ---- | ---------------- | ----------------- | --- | -------- | ----- |
| 1    | Rakia Al-Gassra  | 1 Bahrajn         | 8   | 22,81    | Q     |
| 2    | Emily Freeman    | 8 Wielka Brytania | 4   | 22,95    | Q     |
| 3    | Kerron Stewart   | 3 Jamajka         | 7   | 23,03    | Q     |
| 4    | Ionela Târlea    | 6 Rumunia         | 2   | 23,24    | Q     |
| 5    | Darlenis Obregón | 4 Kolumbia        | 5   | 23,33    | q     |
| 6    | Guzel Khubbieva  | 7 Uzbekistan      | 9   | 23,44    | q     |
| 7    | Jade Bailey      | 2 Barbados        | 3   | 23,62    |       |
| 8    | Lai Lai Win      | 5 Mjanma          | 6   | 24,37    |       |

#### Bieg 5
Wiatr: -0,1 m/s
Godzina: 10:28 (UTC+8)
| Poz. | Zawodniczka             | Narodowość          | Tor | Rezultat | Uwagi |
| ---- | ----------------------- | ------------------- | --- | -------- | ----- |
| 1    | Veronica Campbell-Brown | 2 Jamajka           | 6   | 23,04    | Q     |
| 2    | Kadiatou Camara         | 4 Mali              | 8   | 23,06    | Q     |
| 3    | Natalja Rusakowa        | 6 Rosja             | 5   | 23,21    | Q     |
| 4    | Sheniqua Ferguson       | 1 Bahamy            | 3   | 23,33    | Q     |
| 5    | Adrienne Power          | 3 Kanada            | 4   | 23,40    | q     |
| 6    | Vincenza Calì           | 8 Włochy            | 9   | 23,44    | q     |
| 7    | Isabel Le Roux          | 5 Południowa Afryka | 7   | 23,67    |       |
| 8    | Samia Yusuf Omar        | 7 Somalia           | 2   | 32,16    |       |

#### Bieg 6
Wiatr: -0,4 m/s
Godzina: 10:35 (UTC+8)
| Poz. | Zawodniczka            | Narodowość                             | Tor | Rezultat | Uwagi  |
| ---- | ---------------------- | -------------------------------------- | --- | -------- | ------ |
| 1    | Natalija Pyhyda        | 8 Ukraina                              | 6   | 22,91    | Q; =PB |
| 2    | Sherone Simpson        | 3 Jamajka                              | 9   |          | Q      |
| 3    | Roxana Díaz            | 4 Kuba                                 | 2   | 23,09    | Q      |
| 4    | LaVerne Jones-Ferrette | 8 Wyspy Dziewicze Stanów Zjednoczonych | 7   | 23,12    | Q      |
| 5    | Evelyn dos Santos      | 1 Brazylia                             | 8   | 23,43    | q      |
| 6    | Allison George         | 2 Grenada                              | 3   | 23,45    | q      |
| 7    | Marta Jeschke          | 6 Polska                               | 5   | 23,59    |        |
| 8    | Gretta Taslakian       | 5 Liban                                | 4   | 25,32    | SB     |

### Druga runda
32 zawodniczki, które awansowały z pierwszej rundy zostało podzielonych na 4 biegi ćwierćfinałowe, z których do półfinałów awansowały trzy pierwsze (Q) plus cztery z czasem (q). Biegi ćwierćfinałowe odbyły się 19 sierpnia podczas sesji wieczornej.

#### Bieg 1
Wiatr: 0,0 m/s
Godzina: 19:00 (UTC+8)
| Poz. | Zawodniczka              | Narodowość                             | Tor | Rezultat | Uwagi |
| ---- | ------------------------ | -------------------------------------- | --- | -------- | ----- |
| 1    | Veronica Campbell-Brown  | 4 Jamajka                              | 4   | 22,64    | Q     |
| 2    | Allyson Felix            | 7 Stany Zjednoczone                    | 6   | 22,74    | Q     |
| 3    | Debbie Ferguson-McKenzie | 1 Bahamy                               | 7   | 22,77    | Q     |
| 4    | Cydonie Mothersill       | 3 Kajmany                              | 5   | 22,83    | q     |
| 5    | Ionela Târlea            | 5 Rumunia                              | 9   | 23,22    |       |
| 6    | Evelyn dos Santos        | 2 Brazylia                             | 2   | 23,35    |       |
| 7    | LaVerne Jones-Ferrette   | 8 Wyspy Dziewicze Stanów Zjednoczonych | 8   | 23.37    |       |
|      | Guzel Khubbieva          | 6 Uzbekistan                           | 3   | DNS      | DNS   |

#### Bieg 2
Wiatr: 0,0 m/s
Godzina: 19:07 (UTC+8)
| Poz. | Zawodniczka           | Narodowość  | Tor | Rezultat | Uwagi |
| ---- | --------------------- | ----------- | --- | -------- | ----- |
| 1    | Rakia Al-Gassra       | 1 Bahrajn   | 7   | 22,76    | Q     |
| 2    | Muriel Hurtis-Houairi | 3 Francja   | 5   | 22,89    | Q     |
| 3    | Susanthika Jayasinghe | 8 Sri Lanka | 6   | 22,94    | Q     |
| 4    | Roxana Díaz           | 5 Kuba      | 4   | 22,98    | q     |
| 5    | Aleksandra Fiedoriwa  | 7 Rosja     | 8   | 23,04    | q     |
| 6    | Oludamola Osayomi     | 6 Nigeria   | 9   | 23,27    |       |
| 7    | Darlenis Obregón      | 4 Kolumbia  | 2   | 23,40    |       |
| 8    | Inna Eftimowa         | 2 Bułgaria  | 3   | 23,48    |       |

#### Bieg 3
Wiatr: +0,3 m/s
Godzina: 19:14 (UTC+8)
| Poz. | Zawodniczka          | Narodowość          | Tor | Rezultat | Uwagi |
| ---- | -------------------- | ------------------- | --- | -------- | ----- |
| 1    | Julija Czermoszanska | 5 Rosja             | 9   | 22,63    | DSQ   |
| 2    | Kerron Stewart       | 2 Jamajka           | 6   | 22,74    | Q     |
| 3    | Marshevet Hooker     | 6 Stany Zjednoczone | 4   | 22,76    | Q     |
| 4    | Natalija Pyhyda      | 7 Ukraina           | 5   | 23,03    | q     |
| 5    | Kadiatou Camara      | 4 Mali              | 7   | 23,06    |       |
| 6    | Adrienne Power       | 3 Kanada            | 2   | 23,51    |       |
| 7    | Vincenza Calì        | 8 Włochy            | 3   | 23,56    |       |
| 8    | Sheniqua Ferguson    | 1 Bahamy            | 8   | 23,61    |       |

#### Bieg 4
Wiatr: 0,0 m/s
Godzina: 19:21 (UTC+8)
| Poz. | Zawodniczka      | Narodowość            | Tor | Rezultat | Uwagi |
| ---- | ---------------- | --------------------- | --- | -------- | ----- |
| 1    | Sherone Simpson  | 4 Jamajka             | 5   | 22.60    | Q     |
| 2    | Muna Lee         | 7 Stany Zjednoczone   | 7   | 22,83    | Q     |
| 3    | Emily Freeman    | 8 Wielka Brytania     | 6   | 22,95    | Q     |
| 4    | Iwet Łałowa      | 1 Bułgaria            | 3   | 23,15    |       |
| 5    | Virgil Hodge     | 6 Saint Kitts i Nevis | 4   | 23,17    |       |
| 6    | Natalja Rusakowa | 5 Rosja               | 8   | 23,28    |       |
| 7    | Eleni Artimata   | 2 Cypr                | 9   | 23,77    |       |
| 8    | Allison George   | 3 Grenada             | 2   | 23,77    |       |

### Półfinały
W półfinałach znalazło się 16 zawodniczek. Zostały one podzielone na 2 biegi. Awans z każdego zdobywały cztery pierwsze sprinterki. Biegi półfinałowe odbyły się 20 sierpnia podczas sesji wieczornej.

#### Półfinał 1
Wiatr: 0,0 m/s
Godzina: 21:55 (UTC+8)
| Poz. | Zawodniczka              | Narodowość          | Tor | Rezultat | Uwagi |
| ---- | ------------------------ | ------------------- | --- | -------- | ----- |
| 1    | Veronica Campbell-Brown  | 2 Jamajka           | 5   | 22,19    | Q     |
| 2    | Kerron Stewart           | 2 Jamajka           | 7   | 22,29    | Q     |
| 3    | Muna Lee                 | 7 Stany Zjednoczone | 4   | 22,29    | Q; PB |
| 4    | Debbie Ferguson-McKenzie | 1 Bahamy            | 9   | 22,51    | Q     |
| 5    | Julija Czermoszanska     | 5 Rosja             | 6   | 22,57    | DSQ   |
| 6    | Natalija Pyhyda          | 8 Ukraina           | 3   | 22,95    |       |
| 7    | Susanthika Jayasinghe    | 6 Sri Lanka         | 8   | 22,98    |       |
| 8    | Roxana Díaz              | 3 Kuba              | 2   | 23,12    |       |

#### Półfinał 2
Wiatr: -0,2 m/s
Godzina: 22:04 (UTC+8)
| Poz. | Zawodniczka           | Narodowość          | Tor | Rezultat  | Uwagi |
| ---- | --------------------- | ------------------- | --- | --------- | ----- |
| 1    | Allyson Felix         | 6 Stany Zjednoczone | 7   | 22,33     | Q     |
| 2    | Marshevet Hooker      | 6 Stany Zjednoczone | 9   | 122,50    | Q     |
| 3    | Sherone Simpson       | 3 Jamajka           | 5   | 22,50     | Q     |
| 4    | Cydonie Mothersill    | 4 Kajmany           | 3   | 22,61; SB | Q     |
| 5    | Muriel Hurtis-Houairi | 2 Francja           | 4   | 22,71     |       |
| 6    | Rakia Al-Gassra       | 1 Bahrajn           | 6   | 22,72     |       |
| 7    | Emily Freeman         | 8 Wielka Brytania   | 8   | 22,83     |       |
| 8    | Aleksandra Fiedoriwa  | 5 Rosja             | 2   | 23,22     |       |

### Finał
21 sierpnia o godzinie 19:30, odbył się finał. Trzy rundy eliminacyjne przebrnęły trzy Jamajki i Amerykanki oraz jedna reprezentantka wysp Bahama i Kajmanów.
Wiatr: +0,6 m/s
Godzina: 19:30 (UTC+8)
| Poz. | Zawodniczka              | Narodowość          | Tor | Reakcja | Rezultat | Uwagi |
| ---- | ------------------------ | ------------------- | --- | ------- | -------- | ----- |
| 1    | Veronica Campbell-Brown  | 2 Jamajka           | 4   | 0,172   | 21,74    | PB    |
| 2    | Allyson Felix            | 4 Stany Zjednoczone | 5   | 0,193   | 21,93    | SB    |
| 2    | Kerron Stewart           | 2 Jamajka           | 6   | 0,199   | 22,00    |       |
| 4    | Muna Lee                 | 4 Stany Zjednoczone | 9   | 0,179   | 22,01    | PB    |
| 5    | Marshevet Hooker         | 4 Stany Zjednoczone | 7   | 0,200   | 22,34    | PB    |
| 6    | Sherone Simpson          | 2 Jamajka           | 8   | 0,167   | 22,36    | PB    |
| 7    | Debbie Ferguson-McKenzie | 1 Bahamy            | 2   | 0,175   | 22,61    |       |
| 8    | Cydonie Mothersill       | 3 Kajmany           | 3   | 0,206   | 22,68    |       |